# Iván Pillud
Iván Alexis Pillud (Capitán Bermúdez, 24 aprile 1986) è un calciatore argentino, difensore del Central Córdoba (SdE).

## Caratteristiche tecniche
È un terzino destro fluidificante, che può giocare anche in posizione avanzata.

## Palmarès
- Campionato argentino: 2

Racing Club: 2014, 2018-2019
- Trofeo de Campeones de la Superliga Argentina: 1

Racing Club: 2019
- Supercopa Internacional: 1

Racing Club: 2022
- Copa Argentina: 1

Central Córdoba (SdE): 2024